# Mary, Lady Heath
Mary Lady Heath (född Sophie Peirce-Evans, gift även Eliot-Lynn och Williams), född 10 november 1896, i Knockaderry Irland, död 9 maj 1939 i London Storbritannien, var en irländsk-brittisk friidrottare och pilot. Hon var en pionjär inom damidrotten och blev medaljör i Damspelen 1923. Hon var också den första kvinnan att soloflyga mellan Kapstaden och London.

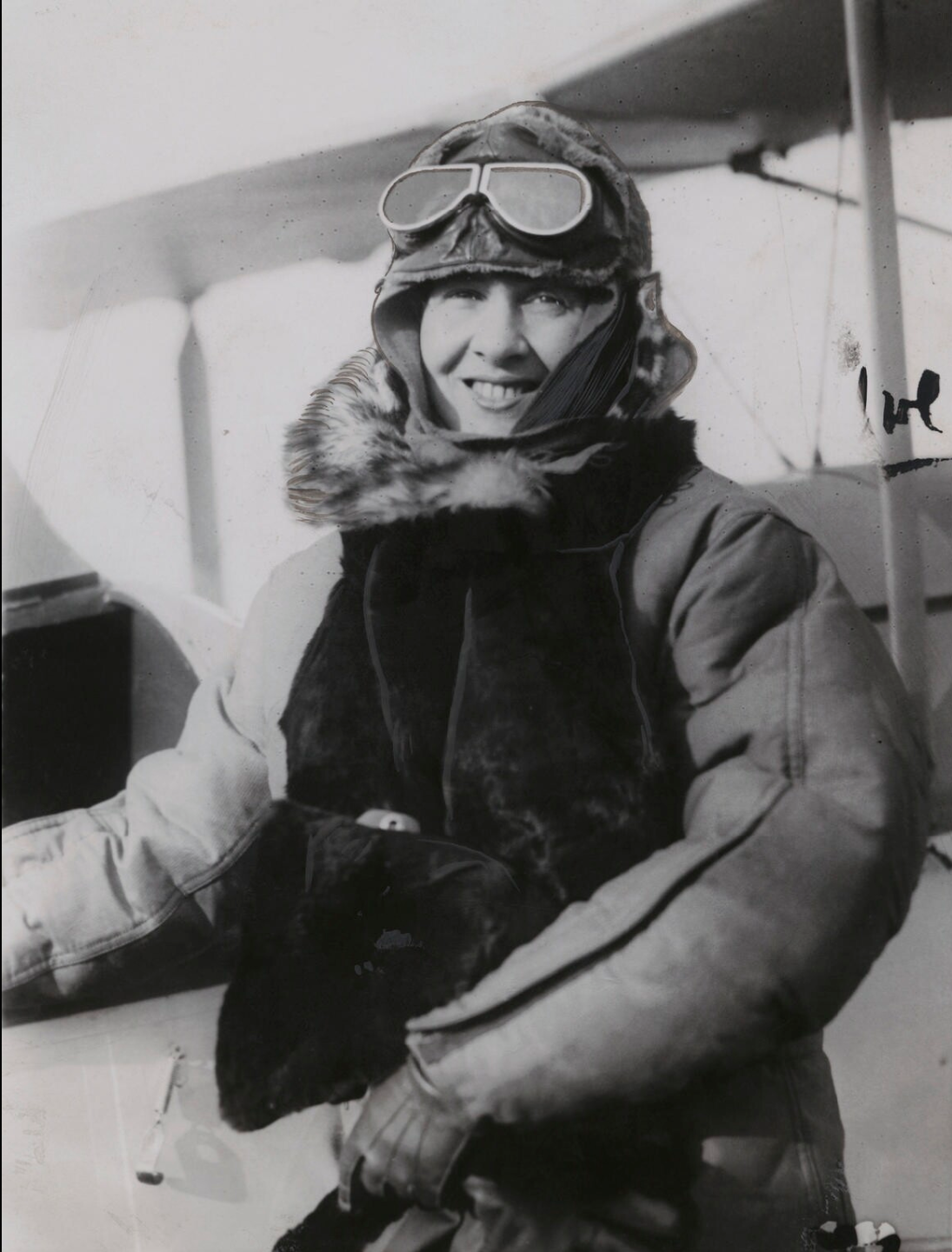
Sophie Peirce-Evans 1928.

## Biografi
Mary Lady Heath föddes 10 november 1896 som Sophie Catherine Theresa Mary Peirce-Evans i Knockaderry House i grevskapet Limerick. Hon växte upp i Newcastle West och gick senare i skola i Dublin. I samband med första världskriget flyttade hon till Storbritannien där hon jobbade som motorcykelbud för Royal Flying Corp och senare som ambulansförare. Här träffade hon sin första make William Davies Eliot-Lynn. Paret gifte sig 1916 efter kriget. I juli 1921 avslutade hon sina studier inom jordbruk vid College of Science i Dublin.
Senare arbetade hon vid Aberdeen University där hon blev intresserad av friidrott. Hon tävlade främst i kastgrenar men även i hoppgrenar och kortdistanslöpning.
1922 blev hon en av grundarna till damfriidrottsorganisationen Women’s Amateur Athletic Association, där hon valdes till viceordförande. Samma år satte hon även inofficiellt världsrekord i höjdhopp vid tävlingar i Torquay den 2 augusti där hon slog Nancy Voorhees tre månader gamla rekord.
1923 deltog hon vid tredje Monte Carlospelen i Monaco, där hon tog bronsmedalj i höjdhopp och spjutkastning och delad bronsmedalj i femkamp.
Den 6 augusti 1923 satte hon officiellt världsrekord i höjdhopp (med samma höjd som Elizabeth Stine tre månader tidigare) vid tävlingar i engelska Brentwood.
1923 deltog hon även i sina första Brittiska mästerskap – BAC där hon tog guldmedalj i spjutkastning, hon upprepade bedriften 1924 då hon åter tog mästartiteln i samma gren och även i höjdhopp.
Senare flyttade hon till maken i Brittiska Östafrika. Äktenskapet tog slut två år senare. Sophie flyttade tillbaka till England och fortsatte engagera sig i damidrott, hon skrev instruktionsböcker och var aktiv inom brittiska olympiska kommittén. 1924 satte hon Europarekord i spjutkastning vid tävlingar den 28 juni i London, samma år deltog hon vid Damolympiaden 1924 den 4 augusti på Stamford Bridge i London där hon silvermedalj i längdhopp.

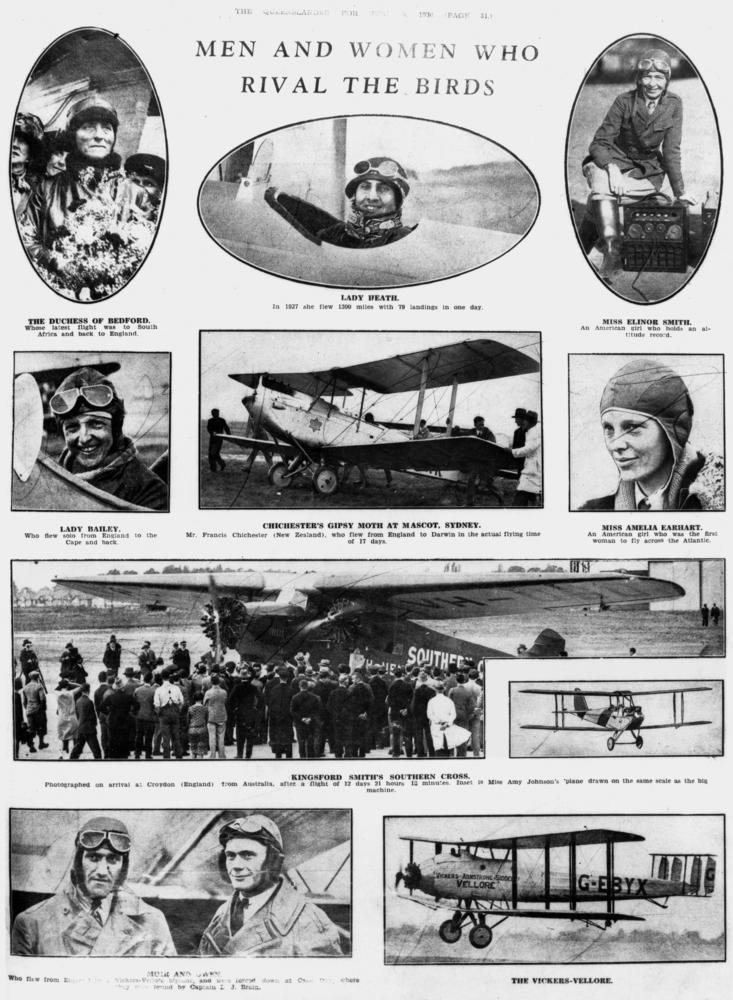
Mary Lady Heath (högst upp i mitten)

1925 blev hon även intresserad av flygning och genomförde sin första soloflygning i augusti samma år. 1926 tog hon som första kvinna i England yrkespilotlicens, senare samma år deltog hon vid Internationella kvinnospelen 1926 i Göteborg dock utan att nå medaljplats. I oktober 1927 gifte hon sig med sin andra make Sir James Heath och blev Mary Lady Heath.
1928 började hon sätta en rad flygrekord. 12 februari–17 maj genomförde hon den första soloflygningen mellan Kapstaden och London (Croydon Airport). Den 27 juli 1928 flög hon som första kvinna ett passagerarplan då hon var pilot på Royal Dutch Lines linje Amsterdam–London. Samma år genomförde hon uppvisningsturnéer i Storbritannien och USA. 1929 skilde hon sig och åkte sedan på en ny turné i USA.
12 november 1931 gifte hon sig med piloten Jack G A R Williams och paret återvände därefter till Irland där hon 1934 startade sitt eget flygbolag "Dublin Air Ferries Ltd". Senare flyttade paret till Storbritannien. Hon dog 9 maj 1939 endast 42 år gammal i sviterna efter ett fall på en buss.
24 februari 1998 utkom ett minnesfrimärke över Mary Lady Heath. 2004 upptogs hon i Oxford Dictionary of National Biography.